# الجنان (حجر)

تعديل مصدري - تعديل

الجنان هي إحدى قرى عزلة الجول بمديرية حجر التابعة لمحافظة حضرموت، بلغ تعداد سكانها 224 نسمة حسب تعداد اليمن لعام 2004.